# Фокер D.XI
Фокер D.XI је ловачки авион направљен у Холандији. Авион је први пут полетео 1923. године. 

## Пројектовање и развој
Фокер је током 1922. почео да ради на новом ловцу, намењеном првенствено холандском ваздухопловству. Пројект је водио главни инжењер Рајнхолд Плац који је иза себе имао пројекте неколико добрих авиона. Он се одлучио за летилицу типа сескиплан и мешовиту конструкцију дрвета и метала. Носећа структура крила је од дрвета а облога од шперплоче. Крила су међусобно повезана металним упорницама у облику латиничног слова V. Труп је челична конструкција обложена платном. Предвиђен је класичан фиксни стајни трап. Пилот је седео у отвореној кабини са једним седиштем. Његово наоружање се састојало од два синхронизована митраљеза.
Што се мотора тиче. Његов избор је пао на Hispano-Suiza 8Fb (Хиспано-Суиза 8Фб) осмоцилиндрични V-мотор, снаге 300 KS. Који би покретао метални или дрвени пропелер са два крака.
Опитовање авиона је почело 5. маја 1923. У односу на његове директне конкуренте Фокер D.XI се показао бољи. Упркос веома добрим првим резултатима, до набавке ових авиона за холандско ваздухопловство није дошло због финансијских потешкоћа у којима се земља налазила.

## Технички опис
Труп му је правоугаоног попречног пресека. Носећа конструкција трупа је била направљена од заварених танкозидих челичних цеви високе чврстоће. Рамови су иза пилотске кабине па до краја репа били укрућени жичаним шпанерима а од мотора па закључно са пилотском кабином ова укрућења су била изведена од челичних цеви. Предњи део, иза мотора је био обложен алуминијумским лимом а остали део трупа је био облепљен импрегнираним платном. Носач мотора је био од заварених челичних цеви. Пилот је седео у отвореном кокпиту а за разлику од претходних Фокерових ловаца овај је имао наслон за главу пилота. Прегледност из пилотске кабине је била добра јер је мотор добро уклопљен у контуру авиона.
Авион је био опремљен 8-мо цилиндричним течношћу хлађеним линијским мотором V распореда цилиндара, Hispano-Suiza 8Fb снаге  KS (220kW). Модел за америчко тржиште је пављен са мотором Curtiss D-12 снаге  KS (323 kW). На вратилу мотора је била причвршћена двокрака, вучна, од метала или ламинираног дрвета направљена елиса, непроменљивог корака. Мотор је обложен лименом капотажом кроз чије отворе вире издувне цеви мотора. Хладњак за течност се налази иза мотора а расхладне ћелије му се виде са обе стране трупа авиона. Хладњак за уље се налази испод трупа авиона.
Авион "Фокер D.XI" је био двокрилац али не класичан. Крила су му била трапезастог облика са заобљеним угловма, горње крило је имало већи размах од доњег и било је померено ка кљуну авиона. Горње крило је било изведено као код авиона висококрилца (парасол), издигнуто на балдахин и подупрто упорницама V облика чији су спојени крајеви подупирали  рамењаче крила а раздвојени се ослањали на труп авиона. Конструкција крила је била од дрвета а облога је од шперплоче. Крило је направљено као једна целина. На средини балдахина, између две рамењаче смештена су три резервоара за гориво направљена од дуралуминијума. На нападној ивици горњег крила на балдахину је смештен резервоар за расхладну течност мотора који је истовремено и експанзиона посуда. Од тог резервоара воде две цеви до расхладног система мотора. Горње крило је дебелог профила. Најдебље је на средини а тањи се према крајевима. Елерони (крилца) се налазе само на горњем крилу. Конструкција елерона је цевасти челични оквир и челичне цеви као ребра, облога је од платна. Управљање елеронима је помоћу сајли за управљање. Доње крило је било знатно краће и уже од горњег, било је конзолно (самоносеће),  дрвене конструкције са две рамењаче а обложено дрвеном лепенком. Горње и доње крила су била спојена упорницама од челичних цеви у облику ћирилочног слова И.
Репне површине код овог авиона се састоје од хоризонталних и вертикалног стабилизатора, кормила правца и два кормила висине. Сви ови ови елементи су направљени као цевасти челични рам са шупљим ребрима и платненом облогом. Вертикално кормило је постављено на крају репа а кормила висине су причвршћена за хоризонталне стабилизаторе који су причвршћени за горњу ивицу трупа а челичним V-упорницама се ослањају на доњу ивицу трупа. Сва кормила су челичним сајлама директно везана за управљачки систем авиона.
Стајни орган је био класичан (два точка напред а трећа ослона тачка испод репа авиона), направљен као челична конструкција од заварених танкозидих цеви са фиксном осовином. Tочкови су били димензија Ø 690 mm x 83 mm. Амортизација је била помоћу гумених каишева а на репном делу се налазила еластична дрвена дрљача. У зимским условима уместо точкова на стајни трап су се монтирале скије. Скија је монтирана такође и на еластичну дрљачу испод репа авиона.

## Наоружање
Авион је био наоружан са два синхронизована митраљеза који су се налазила испред пилота на горњој страни трупа и пуцала су кроз обртно поље елисе. Митраљези су се налазили у хаптичком пољу пилота тако да је могао да интервенише у случају застоја у паљби, што у то време није био редак случај.
| Наоружање авиона: Фокер        |                       |
| Ватрено (стрељачко) наоружање  |                       |
| Топ                            |                       |
| Митраљез                       |                       |
| Број и ознака митраљеза        | 2 x LMG 08/15 Spandau |
| Број метака                    | 500 по митраљезу      |
| Калибар                        | 7,92*                 |
| Бомбардерско наоружање (бомбе) |                       |
| Ракетно наоружање (ракете)     |                       |

*Митраљези су испоручивани у договору са купцем у два калибра 7,7 mm или 7,92 mm.

## Верзије
- - Производни модел са мотором Hispano-Suiza 8Fb снаге  KS (220 kW) (произведено 114 ком.)
- - Модел за америчко тржиште са мотором Curtiss D-12 снаге  KS (323 kW) (произведено 3 ком.)

## Оперативно коришћење
Пошто Холандска влада није могла да купи авионе Фокер D.XI, Фокер се окренуо извозу својих летелица. Први купац је био Совјетски Савез, коме Французи ни Енглези нису хтели да продају своје авионе. Руси су купили 80 авиона D.XI. Ове авионе су користили у првој линији од 1924. до 1929. године, у резерви су стајали још 2 године па су расходовани. Румунија је купила 27 авиона Фокер . По 2 авиона су купили Аргентина, Шпанија и Швајцарска. САД су купиле три D.XI ради пробе и поређења уз посебне захтеве (амерички мотор и митраљези калибра 7,62 mm авион је добио ознаку PW-7). Иако је Фокеров авион био бољи од свог америчког такмаца, Американци су се ипак одлучили за авион америчке производње.
Укупно је направљенo  117 примерака авиона Фоккер D.XI укључујући прототип и PW-7. Како год било, овај авион је омогућио свом произвођачу да се врати у ред великих светских произвођача авиона. Био је то први масовно произведен ловац Фокер у Холандији.

## Земље које су користиле авион
| - Аргентина - Румунија - Совјетски Савез | - Шпанија - Швајцарска - САД |